# استفانی لئونیداس
استفانی لئونیداس (انگلیسی: Stephanie Leonidas؛ زادهٔ ۱۴ فوریهٔ ۱۹۸۴) هنرپیشه اهل انگلستان است. وی از سال ۱۹۹۲ میلادی تاکنون مشغول فعالیت بوده‌است.
از فیلم‌ها یا برنامه‌های تلویزیونی که وی در آن نقش داشته‌است می‌توان به دفاینس، دراکولا، بله و کشتن عیسی اشاره کرد.